# (33215) Garyjones
(33215) Garyjones est un astéroïde de la ceinture principale.

## Description
(33215) Garyjones est un astéroïde de la ceinture principale. Il fut découvert le 24 mars 1998 à Socorro (Nouveau-Mexique) par le projet LINEAR. Il présente une orbite caractérisée par un demi-grand axe de 2,58 UA, une excentricité de 0,18 et une inclinaison de 8,1° par rapport à l'écliptique.